# Mongoma
Mongoma is een ondergeslacht van het geslacht van insecten Trentepohlia binnen de familie steltmuggen (Limoniidae).

## Soorten
Deze lijst van 136 stuks is mogelijk niet compleet.
- T. (Mongoma) acanthophora (Alexander, 1973)
- T. (Mongoma) aequialba (Alexander, 1931)
- T. (Mongoma) aequinigra (Alexander, 1931)
- T. (Mongoma) albangusta (Edwards, 1928)
- T. (Mongoma) albilata (Alexander, 1920)
- T. (Mongoma) albilatissima (Alexander, 1920)
- T. (Mongoma) albipennis (de Meijere, 1913)
- T. (Mongoma) alboposticata (Alexander, 1960)
- T. (Mongoma) alboterminalis (Alexander, 1932)
- T. (Mongoma) amissa (Alexander, 1964)
- T. (Mongoma) amphileuca (Alexander, 1936)
- T. (Mongoma) amphinipha (Alexander, 1967)
- T. (Mongoma) argopoda (Alexander, 1960)
- T. (Mongoma) atayal (Alexander, 1929)
- T. (Mongoma) atrobasalis (Alexander, 1959)
- T. (Mongoma) auranticolor (Alexander, 1934)
- T. (Mongoma) auricosta (Alexander, 1934)
- T. (Mongoma) australasiae (Skuse, 1890)
- T. (Mongoma) bicinctatra (Alexander, 1953)
- T. (Mongoma) bombayensis (Edwards, 1927)
- T. (Mongoma) brassi (Alexander, 1960)
- T. (Mongoma) brevicellula (Alexander, 1924)
- T. (Mongoma) brevifusa (Alexander, 1930)
- T. (Mongoma) brevipes (Alexander, 1931)
- T. (Mongoma) brunnea (Edwards, 1928)
- T. (Mongoma) butleri (Alexander, 1950)
- T. (Mongoma) cachani (Alexander, 1953)
- T. (Mongoma) callisto (Alexander, 1955)
- T. (Mongoma) cameronensis (Edwards, 1928)
- T. (Mongoma) carbonipes (Alexander, 1934)
- T. (Mongoma) cariniceps (Enderlein, 1912)
- T. (Mongoma) costofimbriata (Alexander, 1935)
- T. (Mongoma) choprai (Alexander, 1927)
- T. (Mongoma) distalis (Alexander, 1931)
- T. (Mongoma) distigma (Edwards, 1928)
- T. (Mongoma) dummeri (Alexander, 1921)
- T. (Mongoma) duyagi (Alexander, 1930)
- T. (Mongoma) dybasiana (Alexander, 1972)
- T. (Mongoma) elegantissima (Alexander, 1961)
- T. (Mongoma) enervata (Alexander, 1936)
- T. (Mongoma) ephippiata (Alexander, 1936)
- T. (Mongoma) errans (Alexander, 1944)
- T. (Mongoma) esakii (Alexander, 1923)
- T. (Mongoma) eurystigma (Alexander, 1973)
- T. (Mongoma) filicornis (Edwards, 1928)
- T. (Mongoma) fimbriata (Edwards, 1933)
- T. (Mongoma) fimbricosta (Alexander, 1973)
- T. (Mongoma) flava (Brunetti, 1918)
- T. (Mongoma) flavicollis (Edwards, 1925)
- T. (Mongoma) flavidella (Alexander, 1978)
- T. (Mongoma) flavoides (Alexander, 1973)
- T. (Mongoma) fortis (Edwards, 1926)
- T. (Mongoma) fragillima (Westwood, 1881)
- T. (Mongoma) fulvinota (Alexander, 1932)
- T. (Mongoma) fuscistigma (Edwards, 1928)
- T. (Mongoma) fuscogenualis (Alexander, 1969)
- T. (Mongoma) galactopa (Edwards, 1927)
- T. (Mongoma) guamensis (Alexander, 1915)
- T. (Mongoma) hainanica (Alexander, 1936)
- T. (Mongoma) hendersoni (Edwards, 1928)
- T. (Mongoma) hepatica (Alexander, 1960)
- T. (Mongoma) horiana (Alexander, 1960)
- T. (Mongoma) ibelensis (Alexander, 1964)
- T. (Mongoma) kempi (Brunetti, 1918)
- T. (Mongoma) kinabaluensis (Edwards, 1933)
- T. (Mongoma) labuana (Edwards, 1931)
- T. (Mongoma) laetithorax (Alexander, 1934)
- T. (Mongoma) latatra (Alexander, 1953)
- T. (Mongoma) liponeura (Alexander, 1962)
- T. (Mongoma) longisetosa (Alexander, 1936)
- T. (Mongoma) lutescens (Edwards, 1931)

- T. (Mongoma) luzonensis (Edwards, 1926)
- T. (Mongoma) macrotrichia (Alexander, 1964)
- T. (Mongoma) madagascariensis (Alexander, 1920)
- T. (Mongoma) majestica (Alexander, 1960)

- T. (Mongoma) majuscula (Alexander, 1931)
- T. (Mongoma) metatarsatra (Alexander, 1920)
- T. (Mongoma) monacantha (Alexander, 1978)
- T. (Mongoma) montina (Alexander, 1930)
- T. (Mongoma) nigrescens (Alexander, 1936)
- T. (Mongoma) nigriceps (de Meijere, 1919)
- T. (Mongoma) niveipes (Alexander, 1921)
- T. (Mongoma) obscura (de Meijere, 1913)
- T. (Mongoma) pacifica (Alexander, 1921)
- T. (Mongoma) pallidipes (Edwards, 1928)
- T. (Mongoma) pallidiventris (Brunetti, 1912)
- T. (Mongoma) parallela (Alexander, 1951)
- T. (Mongoma) parvella (Alexander, 1973)
- T. (Mongoma) parvicellula (Edwards, 1928)
- T. (Mongoma) parvistigma (Alexander, 1973)
- T. (Mongoma) patens (Alexander, 1967)
- T. (Mongoma) pendleburyi (Edwards, 1928)
- T. (Mongoma) pennipes (Osten Sacken, 1888)
- T. (Mongoma) pererecta (Alexander, 1973)
- T. (Mongoma) persimilis (Alexander, 1932)
- T. (Mongoma) platyleuca (Alexander, 1936)
- T. (Mongoma) poliocephala (Alexander, 1929)
- T. (Mongoma) praesulis (Alexander, 1947)
- T. (Mongoma) principalis (Alexander, 1957)
- T. (Mongoma) pumila (Alexander, 1973)
- T. (Mongoma) quadrimaculata (Edwards, 1931)
- T. (Mongoma) regifica (Alexander, 1953)
- T. (Mongoma) reisi (Alexander, 1920)
- T. (Mongoma) retracta (Edwards, 1927)
- T. (Mongoma) ricardi (Alexander, 1930)
- T. (Mongoma) riverai (Alexander, 1930)
- T. (Mongoma) saipanensis (Alexander, 1972)
- T. (Mongoma) samoensis (Alexander, 1921)
- T. (Mongoma) sarawakensis (Edwards, 1926)
- T. (Mongoma) saxatilis (Alexander, 1929)
- T. (Mongoma) scalator (Alexander, 1953)
- T. (Mongoma) separata (Alexander, 1934)
- T. (Mongoma) setifera (Edwards, 1931)
- T. (Mongoma) siporensis (Edwards, 1932)
- T. (Mongoma) solomonensis (Alexander, 1936)
- T. (Mongoma) spectralis (Edwards, 1928)
- T. (Mongoma) spiculata (Edwards, 1933)
- T. (Mongoma) spinaspersa (Alexander, 1964)
- T. (Mongoma) spinulifera (Edwards, 1928)
- T. (Mongoma) splendida (Brunetti, 1918)
- T. (Mongoma) subappressa (Alexander, 1964)
- T. (Mongoma) subpennata (Alexander, 1935)
- T. (Mongoma) subpennipes (Alexander, 1957)
- T. (Mongoma) subquadrata (Edwards, 1926)
- T. (Mongoma) subtenera (Alexander, 1936)
- T. (Mongoma) tarsalba (Alexander, 1929)
- T. (Mongoma) tarsalis (Alexander, 1924)
- T. (Mongoma) tenera (Osten Sacken, 1882)
- T. (Mongoma) teneroides (Alexander, 1932)
- T. (Mongoma) tenuicercus (Alexander, 1964)
- T. (Mongoma) tomensis (Alexander, 1957)
- T. (Mongoma) valida (Edwards, 1928)
- T. (Mongoma) varipes (Alexander, 1960)
- T. (Mongoma) vitiana (Oosterbroek, 2009)
- T. (Mongoma) vitrina (Alexander, 1973)
- T. (Mongoma) walshiana (Alexander, 1936)